# Maltesische Biene
Die Maltesische Biene (Apis mellifera ruttneri) ist eine Unterart der Honigbiene auf Malta. Sie wurde erst im Jahr 1997 als eigenständige Unterart innerhalb der dunklen Honigbienen aus Nord- und Westeuropa sowie Nordafrika anerkannt.

## Morphologie und Verhalten
Apis mellifera ruttneri ist fast schwarz. Ihren nächsten Verwandten sind A. m. sicula aus Sizilien und A. m. intermissa vom afrikanischen Festland. Apis mellifera ruttneri hat sich dem rauen Inselklima auf Malta gut angepasst und gilt als wenig sanftmütig. Apis mellifera ruttneri hat eine vergleichsweise hohe Varroaresistenz.